# Punoglavac
 Ovo je glavno značenje pojma punoglavac. Za galaktiku pogledajte Punoglavac (galaktika).
Punoglavac je stadij ličinke u reproduktivnom ciklusu vodozemca. Punoglavci većine životinjskih vrsta potpuno su vodene životinje, no u nekih su vrsta vodozemaca kopnene. Punoglavci imaju neka obilježja riba koje se ne pronalazi na odraslim jedinkama vodozemaca, poput bočne pruge, škrga i repa za plivanje. Postupkom preobrazbe razvijaju funkcionalna pluća za disanje i doživljavaju drastičnu promjenu u prehrani.
Nekoliko vrsta vodozemaca, poput pripadnika porodice žaba Brevicipitidae, podvrgnuto je izravnom razvoju, odnosno ne prolaze kroz stadij nezavisne ličinke u obliku punoglavca, već se izlegu kao potpuno razvijene jedinke, morfološki istovjetne odraslim jedinkama. Druge se vrste pak izlegnu kao punoglavci ispod kože odrasle ženke ili su zadržani u tobolcu do završetka metamorfoze. Unatoč tomu što nemaju čvrste kosture, mnogi fosilni ostatci punoglavaca pronađeni su zbog očuvanih tragova biofilma, od kojih su najraniji datirani u miocen.
Žablji su punoglavci uglavnom biljojedi, dok su punoglavci repaša i beznožaca većinom mesojedi.

## Fosili
Iako su meki i bez mineraliziranih, čvrstih dijelova tijela, fosilni ostatci punoglavaca (dužine oko 10 cm) pronađeni su u sloju gornjeg miocena. Očuvani su pomoću biofilmova, dok su čvršće strukture u njihovom tijelu (poput čeljusti i kostiju) očuvane kao ugljični film. Kod miocenskih fosila pronađenih u Librosu u Španjolskoj, neurokranij je očuvan u kalcijevom karbonatu, dok je svitak očuvan u kalcijevom fosfatu. Drugi dijelovi tijela punoglavca postoje kao organski ostatci te bakterijski biofilmovi, uz sedimentarni detritus unutar utrobe. Ostatci punoglavaca iz nekoliko skupina podrazreda Labyrinthodontia pronađeni su s naznakama vanjskih škrga.

## Ljudska prehrana
Punoglavci su u nekim regijama svijeta dio ljudske prehrane. U Kini se, zbog svoje duljine od preko 10 cm, u svrhu prehrane sakupljaju punoglavci žablje vrste Oreolalax rhodostigmatus iz porodice Megophryidae. U Indiji se pak za konzumaciju sakupljaju punoglavci vrste Clinotarsus curtipes, a u Peruu se Telmatobius mayoloi osim za prehranu koriste i u ljekovite svrhe.

## Vanjske Poveznice
|  | Zajednički poslužitelj ima stranicu o temi Punoglavac |